# سيد آباد
سيد آباد (بالفارسية: سیدآباد) هي قرية أفغانية في مقاطعة خواهان التابعة لولاية بدخشان الواقعة في شمال شرق أفغانستان.